# Michael Clasen
Michael Clasen (* 31. Juli 1971 in Flensburg) ist ein deutscher Ökonom und Professor für Wirtschaftsinformatik an der Hochschule Hannover. 

## Leben
Clasen studierte Betriebswirtschaftslehre an der Christian-Albrechts-Universität zu Kiel, wo er 1998 als Diplom-Kaufmann abschloss. Es folgte eine Tätigkeit als Berater und Softwareentwickler bei der SAP in Walldorf. 2001 wechselte Clasen an die Agrarfakultät der Christian-Albrechts-Universität zu Kiel, wo er 2005 zum Dr. sc. agr. promoviert wurde. Anschließend arbeitete er in der Standardisierung von Lieferketten bei GS1 Germany. 2008 nahm er eine Professur für Wirtschaftsinformatik an der Berufsakademie der Wirtschaftsakademie Schleswig-Holstein in Kiel an. 2010 erfolgt der Ruf auf eine W2-Professur für Wirtschaftsinformatik mit dem Schwerpunkt Electronic Business an die Hochschule Hannover. 2018 beendete Clasen ein Studium der Philosophie an der Fernuniversität in Hagen mit dem Abschluss Master of Arts.
Seine Arbeitsschwerpunkte sind die Agrarinformatik, Ökonomische Auswirkungen neuer Technologien und die Standardisierung. Von 2010 bis 2014 war Clasen 1. Vorsitzender der Gesellschaft für Informatik in der Land-, Forst- und Ernährungswirtschaft (GIL) und von 2017 bis 2019 Präsident der European Federation for Information Technology in Agriculture (EFITA). Nebenbei ist Clasen unter der Firma eSimplexity beratend tätig und hält Gastvorträge.
Michael Clasen ist Reserveoffizier der Bundeswehr und bekleidet den Rang eines Oberstleutnants.

## Publikationen (Auswahl)
- Michael Clasen: Erfolgsfaktoren digitaler Marktplätze in der Agrar- und Ernährungsindustrie. 1. Auflage. Deutscher Universitäts-Verlag, Wiesbaden 2005, ISBN 978-3-8350-0029-2.